# Asura compsodes
Asura compsodes là một loài bướm đêm thuộc phân họ Arctiinae, họ Erebidae.